# Spjutterum
Spjutterum är en småort i Borgholms kommun belägen i Runstens socken cirka en kilometer sydväst om Runstens kyrka.
Namnet uttalas "spött`erum". Det skrevs i Spytarume 1406 och j Spiwtarwme 1443 och torde gå tillbaka på ordet speta eller spita det vill säga (trä)sticka eller stör, och knappast på spjut. Spjuterum kan misstänkas vara ett förskönande skrivsätt för ett namn som kan ha uppfattats som stötande eller åtminstone obegripligt. Efterledet -rum tyder på att namnet tillkommit under sen vikingatid eller tidig medeltid och att området då var skogklätt. Innebörden är ungefär "öppen plats"